# コハク酸CoAリガーゼ
GDP形成コハク酸CoAリガーゼ (Succinate—CoA ligase) は合成酵素の一種。 スクシニルCoAシンターゼ、コハク酸チオキナーゼ、スクシニルCoA合成酵素、サクシニルCoA合成酵素とも言う。シンターゼ、リガーゼというのは合成酵素を指す。EC番号はEC6.2.1.4。
酵素学では、EC 6.2.1.4 は化学反応を触媒する酵素。
GTP +コハク酸+ CoA {\displaystyle \rightleftharpoons } GDP +リン酸+サクシニル-CoA
この酵素の3つの基質はGTP、コハク酸、およびCoAだが、その3つの産物はGDP、リン酸、およびスクシニル-CoAである。
この酵素はリガーゼファミリー 、特に酸チオールリガーゼとして炭素硫黄結合を形成するリガーゼファミリーに属している。この酵素クラスの体系的な名前は、コハク酸塩：CoAリガーゼ（GDP形成）である。一般的に使用される他の名前には、スクシニルCoAシンテターゼ（GDP形成）、スクシニルコエンザイムAシンテターゼ（グアノシン二リン酸形成）、コハク酸チオキナーゼ、コハク 酸チオキナーゼ、コハク酸 コエンザイムAシンテターゼ、コハク酸リン酸化酵素、P-酵素、SCS、G -STK、サクシニルコエンザイムAシンテターゼ（GDP形成）、サクシニルCoAシンテターゼおよびサクシニルコエンザイムAシンテターゼ。この酵素はクエン酸回路とプロパノエート代謝に関与している。
クエン酸回路を構成する酵素の一つで、コハク酸、CoA、GTPからスクシニルCoA、GDP、リン酸を生成する反応と、逆にスクシニルCoAをコハク酸とCoAに分解する反応（このときGDPがGTPとなる）を触媒する。

## 構造研究
2007年後半の時点で、このクラスの酵素のために解決されているPDBのアクセッションコードは1EUC、1EUD、2FP4、2FPG、2FPIおよび 2FPP の6つの構造である。 